# 사카에초 정류장
사카에초 정류장(일본어: 栄町停留場)은 일본 도쿄도 기타구에 있는 도쿄 도 교통국 도덴 아라카와 선의 정류장이다.

## 정류장 구조
상대식 승강장 2면 2선의 지상 정류장이다.

## 정류장 주변
- 아베가쿠인 고등학교
- 고세 연구소
- 앨비언 연구소
- 고난 오지호리후네점

## 역사
- 1913년 4월 1일: 영업 개시.

## 인접 정류장
| 도쿄 도 교통국 ■ 도덴 아라카와 선 | 도쿄 도 교통국 ■ 도덴 아라카와 선 | 도쿄 도 교통국 ■ 도덴 아라카와 선 |
| --------------------------------- | --------------------------------- | --------------------------------- |
| 오지에키마에 와세다 방면          |                                   | 가지와라 미노와바시 방면          |